# Chevaigné-du-Maine
Chevaigné-du-Maine – miejscowość i gmina we Francji, w regionie Kraj Loary, w departamencie Mayenne.
Według danych na rok 1990 gminę zamieszkiwało 230 osób, a gęstość zaludnienia wynosiła 18 osób/km² (wśród 1504 gmin Kraju Loary Chevaigné-du-Maine plasuje się na 1038. miejscu pod względem liczby ludności, natomiast pod względem powierzchni na miejscu 877.).